# Milesina vogesiaca
Milesina vogesiaca är en svampart som beskrevs av Syd. 1932. Milesina vogesiaca ingår i släktet Milesina och familjen Pucciniastraceae.   Inga underarter finns listade i Catalogue of Life.